# Tichon Nikolajewitsch Chrennikow

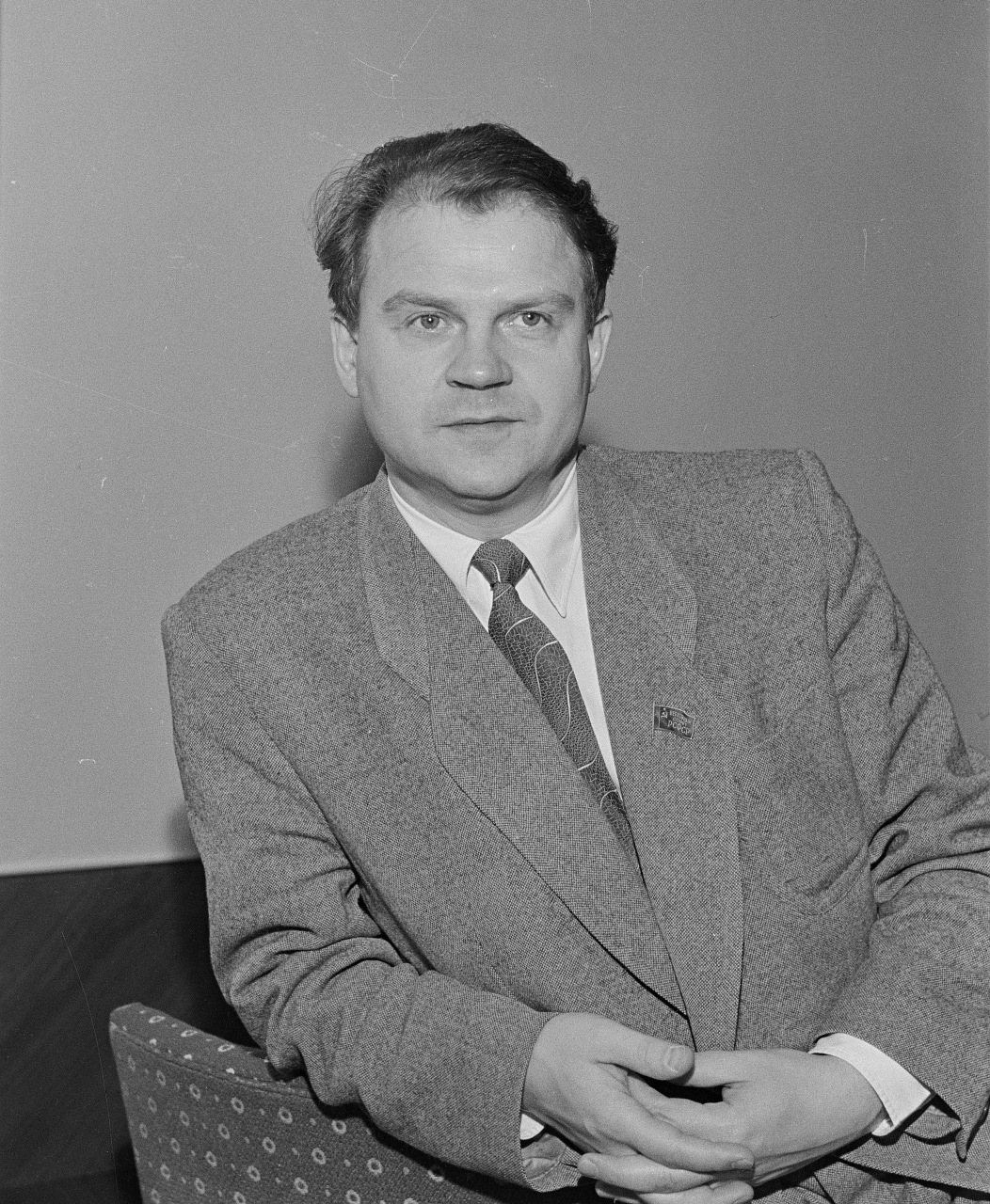
Tichon Nikolajewitsch Chrennikow in Dresden (1956)

Tichon Nikolajewitsch Chrennikow (russisch Тихон Николаевич Хренников; wiss. Transliteration Tichon Nikolaevič Chrennikov; * 28. Maijul. / 10. Juni 1913greg. in Jelez, Gouvernement Orjol, Russisches Reich, heute Oblast Lipezk, Russland; † 14. August 2007 in Moskau) war ein russischer Komponist.

## Leben
Chrennikow fasste schon früh den Entschluss, Komponist zu werden und begann 1929 ein Kompositions- und Klavierstudium am Gnessin-Institut in Moskau. 1932 wechselte er an das Moskauer Konservatorium, wo er sein Studium bei Wissarion Schebalin 1936 mit seiner ersten Sinfonie als Diplomarbeit abschloss. 1941 nahm er eine Stelle als Musikabteilungsverwalter des Zentralen Theaters der Sowjetarmee an, die er bis 1954 innehatte.
Das entscheidende Jahr für seine Karriere war 1948, als er infolge des Beschlusses des ZK der KPdSU, in dem vermeintliche „Formalisten“ wie Schostakowitsch und Prokofjew scharf kritisiert wurden, zum Generalsekretär des Komponistenverbandes der Sowjetunion befördert wurde. Diesen Posten behielt er de facto bis 1992, teilte ihn sich seit 1991 allerdings mit Edisson Denissow. In dieser Funktion war Chrennikow stets auf Nähe zur Regierung bedacht; er vertrat musikalisch konservative Positionen und agitierte gegen Komponisten, die modernere Tendenzen in ihre Werke einfließen ließen wie zunächst Schostakowitsch und später etwa Schnittke. Nach dem Zerfall der Sowjetunion stellte sich Chrennikow allerdings mitunter selbst als Opfer des Regimes dar.
Seit 1961 unterrichtete Chrennikow Komposition am Moskauer Konservatorium, 1966 wurde er Professor. Chrennikow, dem mannigfaltige Verbindungen nachgesagt wurden (u. a. zum Geheimdienst), wurden viele Auszeichnungen verliehen. Er wurde Volkskünstler der RSFSR (1954), Volkskünstler der UdSSR (1963), Held der sozialistischen Arbeit (1973), dreifacher Träger des Stalinpreises (1942, 1946, 1951) und vierfacher Träger des Leninordens (1963, 1971, 1973, 1983), sowie Träger des Leninpreises (1974). 2003 wurde ihm die UNESCO Mozart Medal verliehen. 1970 wurde er in die Deutsche Akademie der Künste in Berlin (Ost) aufgenommen. Neben seiner Tätigkeit als Komponist und Funktionär trat Chrennikow auch als Pianist eigener Werke hervor. Eine kritische Auseinandersetzung in deutscher Sprache mit dem „Phänomen Tichon Chrennikow“ stammt von der Musikwissenschaftlerin Marina Lobanowa.

## Tonsprache
Chrennikow entwickelte recht schnell einen eigenen Stil, der Bindungen zur Tradition nicht leugnet. Zu jeder Zeit stellten die ästhetischen Positionen des Sozialistischen Realismus das Fundament seiner Kompositionen dar. Chrennikows Musik ist besonders durch stark forciertes Pathos, Vitalität und rhythmische Triebkraft gekennzeichnet. Er sah die Melodie als beherrschendes Element der Musik überhaupt an. Seine Fähigkeit, eingängige, nicht selten am russischen Volkslied geschulte Melodien zu erfinden, kommt in besonderem Maße in seinen zahlreichen Liedern, Film- und Bühnenmusiken zur Geltung. Ein besonderes Merkmal seiner Harmonik und Melodik ist die häufige Verwendung von Ganztonschritten. Die Tonalität stellte er niemals in Frage. Selbst in einem vergleichsweise avancierten Werk wie der Dritten Sinfonie, in der (freilich ausschließlich melodisch und nicht im Sinne der Zwölftontechnik gehandhabte) Zwölftonreihen verwendet werden, bleibt die Tonsprache eindeutig konservativ. Speziell in Bezug auf die Orchesterwerke ist seine farbige, kraftvolle Instrumentierung hervorzuheben.
Insgesamt komponierte Chrennikow recht konstant; größere stilistische Wandlungen lassen sich in seinem Œuvre nicht feststellen. Ab den 1970er Jahren ging er etwas freier mit der Tradition um und verwendete einen etwas höheren Dissonanzgrad als zuvor. Jedoch blieb Chrennikow auch nach dem Fall der Sowjetunion seinen alten stilistischen Idealen treu; Werke wie sein Ballett Napoléon Bonaparte unterscheiden sich kaum von früheren Kompositionen. Seiner Musik wird ein Einfluss Schostakowitschs und insbesondere Prokofjews nachgesagt. Tatsächlich lassen sich Ähnlichkeiten zur Tonsprache dieser Komponisten nachweisen; eine Gesamtbetrachtung seines Schaffens zeigt indes, dass seine Tonsprache zwar grundsätzlich eklektisch ist, seine Werke andererseits über gewisse stilistische Konstanten verfügen, die sie eindeutig als Kompositionen Chrennikows ausweisen.
Chrennikow wurde zu Sowjetzeiten als einer der bedeutendsten Komponisten seines Landes angesehen. Im Westen vertrat man dagegen zumeist die gegenteilige Position und sprach ihm zum Teil jegliches kompositorisches Talent ab. Der Grund für diese starke Diskrepanz liegt nicht zuletzt in Chrennikows politischem Engagement und seiner Funktionärstätigkeit. Derzeit (2007) scheint die Rezeption seiner Musik von ideologischen Positionierungen nicht trennbar zu sein.

## Sonstiges
In seinem Roman The Noise of Time thematisiert der britische Schriftsteller Julian Barnes den Einfluss, den Chrennikows
Funktionärstätigkeit auf das Leben Schostakowitschs hatte. Die von Solomon Wolkow herausgegebenen Memoiren des Dmitri Schostakowitsch zeichnen kein positives Bild von Chrennikow.

## Werke
- Orchesterwerke
  - Sinfonie Nr.1 b-Moll op.4 (1933–1935)
  - Sinfonie Nr.2 c-Moll op.9 (1940–1942, rev. 1944)
  - Sinfonie Nr.3 A-Dur op.22 (1973)
  - Bühnenmusiken
  - Filmmusiken
- Konzerte
  - Klavierkonzert Nr.1 F-Dur op.1 (1932/33)
  - Klavierkonzert Nr.2 C-Dur op.21 (1971)
  - Klavierkonzert Nr.3 C-Dur op.28 (1983)
  - Klavierkonzert Nr.4 op.37 für Klavier, Streichorchester und Schlagzeug (1991)
  - Violinkonzert Nr.1 C-Dur op.14 (1958/59)
  - Violinkonzert Nr.2 C-Dur op.23 (1975)
  - Violoncellokonzert Nr.1 C-Dur op.16 (1964)
  - Violoncellokonzert Nr.2 op.30 (1986)
- Ballette
  - „Unser Hof“ op.19 (1969/70)
  - „Liebe für Liebe“ op.24 (1976)
  - „Husarenballade“ op.25 (1978)
  - „Napoléon Bonaparte“ op.40 (1994)
  - „Die Hauptmannstochter“ op.41 (1999)
- Opern
  - „Im Sturm“ op.8 (1936–1939, rev. 1952)
  - „Frol Skobejew“ op.12 (1945–1950, rev. 1966)
  - „Die Mutter“ op.13 (1952–1957)
  - „100 Teufel und ein Mädchen“ op.15 (1962/63)
  - „Der Riesenjunge“ op.18 (1968/69)
  - „Viel Lärm um Herzen“ (1972/73)
  - „Dorothea“ op.27 (1982/83)
  - „Das goldene Kalb“ op.29 (1984/85)
  - „Der nackte König“ op.31 (1988)
  - „Um 6 Uhr abends nach dem Krieg“ (2003)
- Andere Vokalwerke
  - Drei Poeme nach Nekrassow für Chor a cappella op.20 (1971)
  - Drei Poeme nach Nekrassow für Chor a cappella op.36 (1990)
  - Lieder
  - Massenlieder
- Kammermusik
  - Drei Stücke für Violine und Klavier op.26 (1978, orch. 1983)
  - Streichquartett op.33 (1988)
  - Violoncellosonate op.34 (1989)
  - 5 Stücke für Holzbläser op.35 (1990)
  - Klavierstücke